# Grace Geyoro
Grace Geyoro (Kolwezi, 2 juli 1997) is een in de Democratische Republiek Congo geboren voetbalspeelster uit Frankrijk. Ze speelt als middenvelder voor Paris Saint-Germain in de Division 1 Féminine.

## Clubcarrière
Geyoro werd geboren in Kolwezi en verhuisde met haar familie van de Democratische Republiek Congo naar Frankrijk toen ze nog een baby was. Op achtjarige leeftijd begon ze met voetballen in een jongensteam van SMOC St Jean-de-Braye in Orléans.
In 2012 voegde Geyoro zich op vijftienjarige leeftijd in de jeugdopleiding van Paris Saint-Germain. Ze maakte haar debuut in de hoofdmacht van de club in oktober 2014 door in de 76ste minuut in te vallen voor Fatmire Alushi in een 2-0 overwinning op Issy. In maart 2017 verlengde Geyoro haar contract tot 30 juni 2021. Geyoro maakte haar eerste doelpunt voor Paris Saint-Germain op 27 mei 2018 in een 3-0 overwinning op Soyaux waarmee de club zich wist te plaatsen voor de Champions League 2018/19.
Op 15 september 2023 tekende Geyoro een nieuw contract waardoor ze tot 30 juni 2028 vastligt in de Franse hoofdstad.

## Statistieken
| Seizoen | Club           | Land      | Competitie | Wedstrijden | Doelpunten |
| ------- | -------------- | --------- | ---------- | ----------- | ---------- |
| 2014/15 | Olympique Lyon | Frankrijk | Division 1 | 1           | 0          |
| 2015/16 | Olympique Lyon | Frankrijk | Division 1 | 6           | 0          |
| 2016/17 | Olympique Lyon | Frankrijk | Division 1 | 17          | 0          |
| 2017/18 | Olympique Lyon | Frankrijk | Division 1 | 19          | 2          |
| 2018/19 | Olympique Lyon | Frankrijk | Division 1 | 22          | 3          |
| 2019/20 | Olympique Lyon | Frankrijk | Division 1 | 16          | 6          |
| 2020/21 | Olympique Lyon | Frankrijk | Division 1 | 17          | 3          |
| 2021/22 | Olympique Lyon | Frankrijk | Division 1 | 19          | 4          |
| 2022/23 | Olympique Lyon | Frankrijk | Division 1 | 21          | 5          |
| 2023/24 | Olympique Lyon | Frankrijk | Division 1 | 21          | 12         |
| 2024/25 | Olympique Lyon | Frankrijk | Division 1 | 17          | 6          |
| Totaal  | Totaal         | Totaal    | Totaal     | 176         | 41         |

Laatste update: 23 april 2025

## Interlandcarrière
Geyoro maakte haar debuut voor het Franse nationale team in een vriendschappelijke 2-0 overwinning op Zuid-Afrika door in 69ste minuut in te vallen voor Sandie Toletti. In maart 2017 kwam ze met haar land in actie op de SheBelieves Cup. Ze speelde de volle negentig minuten in een wedstrijd tegen Engeland, evenals in een doelpuntloos gelijkspel tegen Frankrijk. In juli 2017 werd ze als jongste speelster opgenomen in de Franse selectie voor op het EK 2017. Ze kwam de volle negentig minuten in actie in een 1-1 gelijkspel tegen Oostenrijk. Ook in een wedstrijd tegen Zwitserland stond ze in de basiself, evenals in de met 1-0 verloren kwartfinale tegen Engeland. In maart 2018 kwam ze opnieuw in actie op de SheBelieves Cup. Ze speelde de volle negentig minuten tegen Verenigde Staten en Duitsland. Op 4 maart 2019 maakte Geyoro haar eerste interlanddoelpunt door het vierde doelpunten te maken in een 6-0 overwinning op Uruguay.
Geyoro kwam ook in actie op het WK 2019 in eigen land. In 2022 behaalde ze met Frankrijk de halve finales op het EK 2022 in Engeland. Geyoro werd in 2024 opgenomen in de Franse selectie voor op de Olympische Zomerspelen 2024.